# Сейфті-Гарбор (Флорида)
Сейфті-Гарбор (англ. Safety Harbor) — місто (англ. city) в США, в окрузі Пінеллас штату Флорида. Населення — 17 072 особи (2020).

## Географія
Сейфті-Гарбор розташоване за координатами 28°0′24″ пн. ш. 82°41′53″ зх. д. / 28.00667° пн. ш. 82.69806° зх. д. (28.006675, -82.697965).  За даними Бюро перепису населення США в 2010 році місто мало площу 13,14 км², з яких 12,69 км² — суходіл та 0,45 км² — водойми.

## Демографія
Згідно з переписом 2010 року, у місті мешкали 16 884 особи в 7356 домогосподарствах у складі 4684 родин. Густота населення становила 1285 осіб/км².  Було 8062 помешкання (613/км²).
Расовий склад населення:
| - 89,7 % — білих - 4,5 % — чорних або афроамериканців - 2,6 % — азіатів - 0,2 % — корінних американців - 1,0 % — осіб інших рас |

До двох чи більше рас належало 2,0 %. Частка іспаномовних становила 5,8 % від усіх жителів.
За віковим діапазоном населення розподілялося таким чином: 19,2 % — особи молодші 18 років, 61,3 % — особи у віці 18—64 років, 19,5 % — особи у віці 65 років та старші. Медіана віку мешканця становила 47,7 року. На 100 осіб жіночої статі у місті припадало 90,3 чоловіків;  на 100 жінок у віці від 18 років та старших — 86,4 чоловіків також старших 18 років.
Середній дохід на одне домашнє господарство  становив 80 316 доларів США (медіана — 60 056), а середній дохід на одну сім'ю — 97 879 доларів (медіана — 76 402). Медіана доходів становила 54 381 долар для чоловіків та 42 449 доларів для жінок. За межею бідності перебувало 9,3 % осіб, у тому числі 19,2 % дітей у віці до 18 років та 5,2 % осіб у віці 65 років та старших.
Цивільне працевлаштоване населення становило 8390 осіб. Основні галузі зайнятості: освіта, охорона здоров'я та соціальна допомога — 24,9 %, науковці, спеціалісти, менеджери — 15,1 %, роздрібна торгівля — 12,4 %, мистецтво, розваги та відпочинок — 10,2 %.